# Морозов, Алексей Аполлонович
Алексе́й Аполло́нович Моро́зов (29 ноября 1883 — 21 ноября 1919) — полковник лейб-гвардии Павловского полка, герой Первой мировой войны, участник Белого движения.
В 1905 году окончил Павловское военное училище, откуда выпущен был подпоручиком в лейб-гвардии Павловский полк. На 1 января 1910 года — поручик того же полка.
В Первую мировую войну вступил штабс-капитаном Павловского полка. Командовал ротой и батальоном названного полка. Был пожалован Георгиевским оружием
За то, что, будучи в чине штабс-капитана, в бою 31-го июля 1915 года, командуя конными разведчиками, выяснив наступление противника на д. Мосты, чем отрезался наш арьергард, заняв позицию у д. Мосты и, отражая атаки сильнейшего противника, дал возможность пройти арьергарду с батареей и обозом опасное место.
28 сентября 1916 года произведен в полковники. В 1917 году — временно командующий лейб-гвардии Павловским полком.
В конце 1917 года прибыл на Дон в Добровольческую армию. В декабре 1917 — командир гвардейской роты, в январе 1918 года — командир роты в отряде полковника Кутепова в боях у Таганрога, затем командир офицерского взвода в партизанском отряде полковника Чернецова. Участвовал в 1-м Кубанском походе рядовым в 1-й роте Офицерского (Марковского) полка. В сентябре 1918 года — в 4-м батальоне того же полка, с 28 сентября 1918 — в Сводно-гвардейском полку. В октябре 1918 — командир Сводно-гвардейского полка, затем командир 15-го стрелкового полка в Одессе. Летом 1919 года — в марковских частях. 1 августа 1919 года назначен командиром 2-го Марковского полка, вновь сформированного в Харькове. Был ранен в бою под Ельцом 11 октября 1919, оставил должность 15 октября.
Умер от тифа 21 ноября 1919 года. Был похоронен в усыпальнице Войскового собора Екатеринодара.

## Награды
- Орден Святого Станислава 2-й ст. с мечами (ВП 02.05.1915)
- Орден Святого Владимира 4-й ст. с мечами и бантом (ВП 18.05.1915)
- Георгиевское оружие (ВП 26.11.1916)
- Орден Святого Владимира 3-й ст. с мечами (ПАФ 18.09.1917)